# Saint-Laurent-de-Neste
Saint-Laurent-de-Neste é uma comuna francesa na região administrativa de Occitânia, no departamento dos Altos Pirenéus. Estende-se por uma área de 10,41 km². Em 2010 a comuna tinha 973 habitantes (densidade: 93,5 hab./km²).